# Sardar Singh
Pour les articles homonymes, voir Singh.
Sardar Singh (en hindi : सरदार सिंह), né le 15 juillet 1985 dans le district de Sirsa, est un joueur de hockey sur gazon indien.
Il évolue au poste de milieu de terrain au Punjab Warriors. Il a arrêté sa carrière de joueur le 12 septembre 2018 pour devenir entraîneur de l'équipe nationale masculine "A" indienne.
Il a participé aux Jeux olympiques d'été à 2 reprises (2012, 2016).

## Carrière

### Jeux olympiques
- Top 8 : 2016

### Jeux asiatiques
- : 2014
- : 2010, 2018

### Coupe d'Asie
- : 2007, 2017
- : 2013

### Champions Trophy
- : 2018
- Top 8 : 2012

### Champions Trophy d'Asie
- : 2016
- : 2012

### Jeux du Commonwealth
- : 2010, 2014

### Ligue mondiale
- : 2014-2015